# The Woo
The Woo è un singolo del rapper statunitense Pop Smoke, pubblicato il 10 luglio 2020 come secondo estratto dal primo album in studio Shoot for the Stars, Aim for the Moon.

## Descrizione
Decima traccia dell'album, The Woo, che vede la partecipazione dei rapper statunitensi 50 Cent e Roddy Ricch, è stato scritto da questi ultimi due con Pop Smoke, Andre Loblack, Billy Jones, Jess Jackson e Karriem Mack, e prodotto da 808Melo. Il brano appartiene alla trap ed è presente un'interpolazione tratta da Candy Shop, canzone di 50 Cent del 2005.
Il singolo ha ricevuto una canditatura per Canzone dell'estate agli MTV Video Music Awards 2020.

## Video musicale
Il video musicale, diretto da Eif Rivera, è stato reso disponibile il 20 luglio 2020.

## Formazione
Musicisti
- Pop Smoke – voce
- 50 Cent – voce aggiuntiva
- Roddy Ricch – voce aggiuntiva
- Andrew Loblack – programmazione

Produzione
- 808Melo – produzione
- DJ Drewski – produzione aggiuntiva
- Jess Jackson – voce aggiuntiva
- Rose Adams – assistenza al missaggio
- Sage Skofield – assistenza al missaggio
- Sean Solymar – assistenza al missaggio
- Jason Goldberg – ingegneria del suono
- Ky Miller – ingegneria del suono
- Jess Jakcson – mastering, missaggio

## Classifiche

### Classifiche settimanali
| Classifica (2020) | Posizione massima |
| ----------------- | ----------------- |
| Australia         | 18                |
| Austria           | 42                |
| Belgio (Fiandre)  | 59                |
| Belgio (Vallonia) | 65                |
| Canada            | 6                 |
| Danimarca         | 18                |
| Francia           | 39                |
| Germania          | 86                |
| Grecia            | 7                 |
| Irlanda           | 13                |
| Islanda           | 15                |
| Lituania          | 51                |
| Nuova Zelanda     | 10                |
| Paesi Bassi       | 29                |
| Portogallo        | 6                 |
| Regno Unito       | 9                 |
| Slovacchia        | 92                |
| Stati Uniti       | 11                |
| Svezia            | 23                |
| Svizzera          | 14                |

### Classifiche di fine anno
| Classifica (2020) | Posizione |
| ----------------- | --------- |
| Canada            | 78        |
| Islanda           | 93        |
| Portogallo        | 50        |
| Stati Uniti       | 78        |